# رسائل مغربية
رسائل مغربية هي رواية رسائلية للكاتب العسكري خوسيه كادالسو، نشرها في إسبانيا عام 1789 على هيئة مجموعة رسائل عددها تسعين. تحكي قصة فتى من المغرب يدعى غزل يسافر في أنحاء أوروبا رفقة رعاية السفير المغربي ويغتنم الفرصة للتعرف على الثقافة الإسبانية.
حازت الرواية على إعجاب القراء من اليوم الأول لنشرها نظراً لحداثة النشر النثري، والطابع الجدلي لغالب الرسائل، ومضمون الرسائل التي يعالج الواقع الإسباني المرير، وسهولة اللغة. تعتبر الرواية في العصر الحالي من الأعمال البارزة للقرن الثامن عشر.

## الإصدار والنشر
حاول خوسيه كادالسو نشرها في حياته وتقدم بطلب تصريح للنشر في أكتوبر من عام 1774، غير أنها نشرت بعد سبعة أعوام من وفاته في فبراير عام 1789 في صحيفة بريد مدريد على هيئة رسائل متفرقة. وبعد أربعة أعوام نشرت في مطبعة سانتشا نسخة جديدة منها في كتاب. وقد لوحظ فروقات بين النسخيتن.
بما أنه وجدت أربعة مخطوطات مختلفة للرواية فإن هذا يشير إلى تداول الرواية في الأوساط الأدبية بين فترتي تأليفها ونشرها. ويشير خوسيه دي بارغس بونثيه إليها عام 1975 معلقا عليها أنها «رغم عدم نشرها ولكنها شائعة».

## بنية الرواية وقصتها
من الرسائل التسعين، يرسل غزل ثلثيها إلى بن بيلاي، وثمانية هي مجموعة ردود على غزل وثلاثة فيها ردود على نونيو. بينما يرسل نونيو أربعة رسائل إلى بن بيلاي، وستة إلى غزل، وثلاثة ردود على غزل ونونيو. لم يتم اختيار الجنس الأدبي لكتابة الرسائل بصورة اعتباطية بل كان الهدف منها إبراز وجهات النظر المختلفة، حيث يتم إرسال واستلام الرسائل بين اثنين مسلمين من المغرب وواحد إسباني مسيحي. واختيار الأجانب فيها كان يهدف إلى نقل انطباعات أؤلئك الذين يصلون إلى إسبانيا دون أية انطباعات مسبقة لوثتها وجهات النظر الوطنية.
تأثرت الرواية بأعمال ثربانتس، وبزيارة أحد السفراء المغاربة ويدعى سيدي حامد الغزالي إلى إسبانيا قبل تأليف الرسائل وذلك عام 1766. ويذكر تأثر الكاتب برسائل فارسية للكاتب الفرنسي مونتسكيو التي ألفها عام 1721 لانتقاد البلاط الملكي الفرنسي.
تعالج الرسائل «الطابع الوطني» أو القضية الإسبانية. وتشغل محاولة تفسير الحياة المعاصرة للكاتب جزءاً كبيرا من الرسائل. كتبت الرسائل بأساليب مختلفة، ويسيطر عليها الأسلوب العرضي الرسائلي التي يصل إلى السرد الأدبي أحياناً.

## موضوع انحطاط إسبانيا
انشغل كادالسو ب«القضية الإسبانية». وخضعت روايته هذه للرقابة عدة مرات بسبب نقدها اللاذع للبلد. وكما يشير المؤلف نفسه، فمن بين أسباب الانحطاط:
- الحروب الطويلة والمكلفة التي خاضتها إسبانيا.
- انقسام إسبانيا في القرن الثامن عشر بسبب حرب الخلافة الإسبانية في الوقت الذي دعمت فيه قشتالة (منطقة تاريخية) اعتلاء فيليب الخامس ملك إسبانيا لسدة الحكم، وتحزبت أراغون مع الدوق كارل السادس (إمبراطور روماني مقدس)).
- هجرة الشعب الإسباني إلى أمريكا الجنوبة لاستعمارها.
- تراجع العلوم التي لم تضع في عين الاعتبار التقدم في الرياضيات والطب والتخصصات الأخرى، وذلك على حد تعبير المؤلف.

## وصلات خارجية
- Cartas marruecas del Coronel D. Joseph Cadahalso , Madrid (imprenta de Sancha), 1793, digitalizada en la Biblioteca Digital Hispánica de la المكتبة الوطنية الإسبانية